# Grupos Antiterroristas de Liberación
Grupos Antiterroristas de Liberación ((hiszp.) Antyterrorystyczna Grupa Wyzwolenia), GAL – jednostka specjalna paramilitarna, inaczej nazywana szwadronami śmierci, stworzona z cichym przyzwoleniem władz państwowych, w celu zwalczania ETA. Koordynowaniem tej grupy zajmowało się Ministerstwo Spraw Wewnętrznych Hiszpanii, które kontrolowało i finansowało działalność GAL.
GAL dokonywał zamachów na bojowników i sympatyków ETA w Kraju Basków, szczególnie po francuskiej stronie granicy. Szwadrony działały w latach 1983–1987, zamordowały w tym czasie 28 osób w tym ośmiu niewinnych cywili, obywateli Francji.  Ten okres w historii Hiszpanii często określa się mianem brudnej wojny (guerra sucia). Afera GAL wywołała burzę w Europie Zachodniej, dotyczącą łamania praw człowieka.

## Początek Gal
Na czele organizacji stanął Jean-Pierre Cherid, który zwerbował około 50 współpracowników (m.in. neofaszyści, kryminaliści, dawni żołnierze Legii Cudzoziemskiej, a także zwykli gangsterzy) i rozpoczął zwalczanie członków ETA. Trzydziestu dziewięciu jego podkomendnych zostało pojmanych przez francuską bądź hiszpańską policję i skazanych na wysokie kary więzienia. W Hiszpanii szczegóły operacji przeciekły do prasy, wywołując ogromny skandal polityczny.
Pierwsze działania GAL:
- zamordowanie Joxe Antonio Lasy i Joxe Ignacio Zabali w październiku 1983 - ich ciała odnaleziono po wielu latach, ze znamionami tortur
- porwanie Segundo Mareya w 1984 r.
- wrzesień 1985 r. GAL uderzyły najpotężniej – w Bajonnie, w hotelu „Monbar” zabito 4 członków ETA.

### Proces GAL
Fakt, że wysocy urzędnicy rządu socjalistycznego stworzyli i prowadzili GAL, a także domniemania, że premier Felipe González mógł być głównym szefem grupy, były podstawową przyczyną porażki PSOE w wyborach parlamentarnych w 1996 roku.
Jak ujawniły procesy, będące następstwem afery, zamachów i porwań we Francji dokonywali przede wszystkim francuscy najemnicy, zatrudnieni przez Hiszpanów i finansowani z tajnych kont, zaś całym procederem kierowało Ministerstwo Spraw Wewnętrznych. Wśród skazanych byli m.in.:
- José Barrionuevo, Minister Spraw Wewnętrznych
- Rafael Vera, dyrektor ds. bezpieczeństwa państwowego
- Ricardo García Damborenea, sekretarz generalny PSOE w Kraju Basków
- Francisco Álvarez, szef Oddziałów Antyterrorystycznych
- Miguel Planchuelo, szef Brygady Wywiadowczej Bilbao
- José Amedo, podkomisarz policji

Wedle źródeł baskijskich, w latach 1975–1995 nielegalne grupy zbrojne wspierane przez policję i wywiad Hiszpanii dokonały 725 ataków przeciw Baskom, zabijając 67 osób, a z górą 200 raniąc.
Przed GAL istniały w Hiszpanii też inne antyterrorystyczne grupy, które sięgały po terror (przede wszystkim za dyktatury Franco: Triple A (Potrójne A), Batallón Vasco Español (BVE, Hiszpański Batalion Baskijski), Comandos Antimarxistas (Komando Antymarksistowskie), Grupos Armados Españoles (Zbrojne Grupy Hiszpańskie) czy Antiterrorismo ETA (ATE).